# Ludwig Trepte
Ludwig Trepte (* 17 mei 1988 te Berlijn) is een Duitse acteur.

## Biografie
Ludwig Trepte is een zoon van de rockzanger Stephan Trepte en kreeg al op 12-jarige leeftijd een bijrol in de minieserie Beim nächsten Coup wird alles anders en enkele krimi-afleveringen. Een acteeropleiding heeft Ludwig Trepte niet genoten. In de film Kombat Sechzehn (2006) kreeg Trepte als charismatische aanvoerder van een groep neonazi's voor het eerst een hoofdrol . Zijn tweede hoofdrol in de speelfilm Keller werd in de categorie meest belovende acteur op het 27e Filmfestival Max Ophüls Preis in 2006 onderscheiden. Een tweede onderscheiding kreeg de autodidact in 2009 ook voor zijn rol in het drama Ihr könnt euch niemals sicher sein, waarvoor hij de Grimme-prijs ontving. 
Internationaal viel Trepte op met de serie Unsere Mütter, unsere Väter. Ook speelde Trepte in de Deense televisieserie 1864 als Pruisische soldaat en in de serie Tannbach – Schicksal eines Dorfes als de joodse smokkelaar die mensen naar de overkant van het IJzeren Gordijn bracht.

## Filmografie

### Bioscoop
- 2001: Emil und die Detektive
- 2005: Kombat Sechzehn
- 2005: Keller – Teenage Wasteland
- 2006: Schwesterherz
- 2007: Sieben Tage Sonntag
- 2008: 1. Mai – Helden bei der Arbeit
- 2008: Ein Teil von mir
- 2009: Im nächsten Leben
- 2009: Was Du nicht siehst
- 2010: Aghet – Ein Völkermord
- 2014: Erledigung einer Sache (korte film)
- 2015: Im Spinnwebhaus
- 2018: Spielmacher
- 2021: Lauras Stern
- 2021: Am Ende der Worte

### Televisie

#### Televisiefilms
- 2006: Auf ewig und einen Tag
- 2007: Guten Morgen, Herr Grothe
- 2008: Ihr könnt euch niemals sicher sein
- 2010: Kreutzer kommt
- 2012: Rat mal, wer zur Hochzeit kommt
- 2012: Deckname Luna (tweedeler)
- 2013: Der große Schwindel
- 2013: Unsere Mütter, unsere Väter (driedeler)
- 2013: Eine mörderische Entscheidung
- 2014: Bornholmer Straße
- 2015: Tannbach – Schicksal eines Dorfes (driedeler)
- 2016: Die Kinder der Villa Emma
- 2017: Die Firma dankt
- 2020: Unsere wunderbaren Jahre (driedeler)

#### Televisieseries
- 2001: Beim nächsten Coup wird alles anders (5 afleveringen)
- 2001: Tatort: Bienzle und der heimliche Zeuge
- 2001: Polizeiruf 110: Bei Klingelzeichen Mord
- 2008: Commissario Laurenti – Der Tod wirft lange Schatten
- 2008: Tatort: Schatten der Angst
- 2008: Das Duo – Echte Kerle
- 2011: Die Pfefferkörner - Käufliche Intelligenz
- 2011: Tatort: Heimatfront
- 2011: Großstadtrevier - Katzenjammer
- 2012: Der Dicke - Verlustgeschäfte
- 2012: Der letzte Bulle - Ich sag's nicht weiter
- 2014: 1864 – Liebe und Verrat in Zeiten des Krieges (1864)
- 2015: Schuld nach Ferdinand von Schirach - Ausgleich
- 2015: Tatort: Dicker als Wasser
- 2015: Deutschland 83 (8 afleveringen)
- 2015: Alarm für Cobra 11 – Die Autobahnpolizei - Lockdown
- 2017: Kommissar Marthaler – Die Sterntaler-Verschwörung
- 2017–2019: 4 Blocks (10 afleveringen)
- 2018: Deutschland 86 (10 afleveringen)
- 2018: Ein starkes Team – Tod einer Studentin
- 2018: Tanken – mehr als Super (12 afleveringen)
- 2019: Die Neue Zeit (6 afleveringen)
- 2019: Charlotte Link – Im Tal des Fuchses
- 2022: Breisgau – Nehmen und Geben
- 2022: Asbest, ARD
- 2022: Tatort: Marlon
- 2023: Tatort: Aus dem Dunkel

## Hoorspel
- 2023: Boudicca. Die Keltenkriegerin – 8-delige hoorspel-podcast gebaseerd op ware gebeurtenissen, Regie: Martin Zylka, WDR